# Joan Vives i Borrell
Joan Vives i Borrell (Castellar del Vallès, 1884-1960) va ser un poeta, narrador i dramaturg català.
Assidu dels certamens literaris, on obtingué nombrosos premis, va ser col·laborador de Catalunya Artística, Joventut, De Tots Colors, La Escena Catalana, La Renaixença, El Poble Català, Estil, La Nación, El Correo Catalán, entre d'altres, i redactor d'El Poble Català, Catalònia, Art i Cultura, Ruta Nova, Festa i a La Publicitat. Publicà els reculls de narracions Siluetes rusticanes (1914), aplec dels contes apareguts a la secció literària de La Renaixença, Croquis vallesans, al número 75 de la col·lecció La Novel·la Nova, i Evocacions. Impressions i estudis (1920); i els de poemes Preludislírics (1920), L'horitzó interior (1921), La pròdiga emoció (1932), L'imperi autèntic (1934), Refugi perdurable (1934) i Poesies, al número 353 de la col·lecció Lectura Popular. 
Va escriure guions per a pel·lícules i les comèdies Pallassos de tot l'any, La sort no és de qui la busca, Camí de l'amor, camí de la glòria i Perfum de roses (1907). Durant la Primera Guerra Mundial es va distingir per les seves campanyes aliadòfiles, especialment al periòdic Justícia.